# Terry Jenkins
Terry Jenkins  (Ledbury, 1963. szeptember 26. –) angol dartsjátékos. 1993-tól 2003-ig a British Darts Organisation, majd 2003-tól 2018-ig a Professional Darts Corporation tagja. Beceneve "The Bull".

## Pályafutása

### BDO
Jenkins 1993 és 2003 között a BDO-nál szerepelt versenyeken. Világbajnokságon egyszer sem vett részt, a World Masters-en 2003-ban negyeddöntőt játszhatott. A komolyabb eredmények elkerülték a BDO-nál, ennek ellenére 2003-ban átment a PDC-hez, ahol már komolyabb ellenfelekkel kellett megmérkőznie.

### PDC
Miután átjött a PDC-hez, egy ideig várnia kellett, hogy a komolyabb eredmények jöjjenek számára. Világbajnokságon 2005-ben játszhatott először, és rögtön a legjobb 16-ba sikerült bekerülnie. Ott Ronnie Baxter-től kapott ki 4–2-re. A következő vb-n már nem sikerült ezt a jó teljesítményt megismételnie, mivel egy körrel korábban Andy Hamilton 4–1-re verte meg.
A 2007-es világbajnokságon Jenkins egészen a negyeddöntőig jutott, ahol újra Hamiltonnal csapott össze. Ezúttal is Hamilton győzött, így ő játszhatott világbajnoki elődöntőt. Jenkins számára az év további része nagyon jól sikerült. Meghívták a Premier League-be, ahol a döntőben Phil Taylor-tól kapott ki 16–6-ra. Emellett még 3 nagytornán is döntőbe került, habár egyiket sem tudta megnyerni. A World Matchplay-en James Wade-től 18–7-re, a Las Vegas Desert Classic-on Raymond van Barneveldtől 13–6-ra, majd a World Grand Prix-n újra Wade-től kapott ki 6–3-ra. Ebben az évben azért megszerezte első győzelmét is egy Players Championship fordulóban. Jó évének köszönhetően feljött a világranglista 4. pozíciójába.
A 2008-as, majd a 2009-es vb újra csalódás volt a számára, mivel mindkétszer már az első forduló után kiesett. 2008-ban bekerült a Grand Slam of Darts döntőjébe, ahol Taylortól 18–9-re kapott ki. 2009-ben lejátszhatta második döntőjét a World Matchplay-en, ahol Taylor 18–4-re verte meg. 2010-ben a harmadik körig jutott a világbajnokságon, ahol a későbbi döntős Simon Whitlock ellen esett ki.
A világbajnokságokon 2011-ben érte el legjobb eredményét, amikor az elődöntőig sikerült eljutnia. Ott a skót Gary Anderson ellen mérkőzött meg a döntőbe jutásért, de végül 6–2-re alulmaradt skót ellenfelével szemben.
A 2012-es világbajnokságon a negyeddöntőig jutott, ahol a címvédő, és ebben az évben is világbajnoki címet szerző Adrian Lewis-tól kapott ki 5–3-ra.
Jenkins-nek a következő világbajnokságokon sem sikerült már megismételnie 2011-es elődöntős eredményét. 2013-ban és 2015-ben a harmadik körben, 2016-ban és 2017-ben a második körben, 2014-ben pedig már az első körben kiesett. A 2014-es világbajnoki kudarcot követően részt vehetett még két nagytorna döntőjében, de ezeket a korábbi 7 döntőjéhez hasonlóan szintén elbukta. A UK Open-en Adrian Lewis 11–1-re, majd az Európa-bajnokság döntőjében Michael van Gerwen 11–4-re győzte le.
A 2017-es vb után bejelentette, hogy félig-meddig visszavonul a sporttól és hobbijának, a régiségekkel való kereskedésnek fordít nagyobb figyelmet a közeljövőben. A kevés versenyen való részvétel miatt Jenkins már nem is tudta magát kvalifikálni a 2018-as világbajnokságra.

## Tornagyőzelmei

### PDC
Players Championship
- Players Championship (BAR): 2015
- Players Championship (CRA): 2014
- Players Championship (HAY): 2007

UK Open Regionals/Qualifiers
- UK Open Qualifier: 2012

### Egyéb tornagyőzelmek
- Antwerp Darts Trophy: 2007
- Antwerp Open: 2005, 2006, 2007
- Bob Anderson Classic: 2004
- Bobby Bourn Memorial Players Ch'ship: 2009
- Killarney Pro Tour: 2008
- Open Hotel Zwartewater: 2005, 2006
- Open Oust Nederland: 2003
- Sunparks Masters: 2005
- Swindon Open: 2006
- ADC Red Dragon National Singles: 2022

## Döntői

### PDC nagytornák: 9 döntős szereplés
| Történet                       |
| World Matchplay (0–2)          |
| World Grand Prix (0–2)         |
| Grand Slam (0–1)               |
| Premier League (0–1)           |
| UK Open (0–1)                  |
| Európa-bajnokság (0–1)         |
| Las Vegas Desert Classic (0–1) |

| Eredmény | Sorszám | Év   | Bajnokság                | Ellenfél a döntőben   | Pontok   |
| Döntős   | 1.      | 2006 | World Grand Prix         | Phil Taylor           | 4–7 (sz) |
| Döntős   | 2.      | 2007 | Premier League Darts     | Phil Taylor           | 6–16 (l) |
| Döntős   | 3.      | 2007 | Las Vegas Desert Classic | Raymond van Barneveld | 6–13 (l) |
| Döntős   | 4.      | 2007 | World Matchplay          | James Wade            | 7–18 (l) |
| Döntős   | 5.      | 2007 | World Grand Prix         | James Wade            | 3–6 (sz) |
| Döntős   | 6.      | 2008 | Grand Slam of Darts      | Phil Taylor           | 9–18 (l) |
| Döntős   | 7.      | 2009 | World Matchplay          | Phil Taylor           | 4–18 (l) |
| Döntős   | 8.      | 2014 | UK Open                  | Adrian Lewis          | 1–11 (l) |
| Döntős   | 9.      | 2014 | Európa-bajnokság         | Michael van Gerwen    | 4–11 (l) |

### PDC European Tour-versenyek: 1 döntős szereplés
| Történet    |
| Egyéb (0–1) |

| Eredmény | Sorszám | Év   | Bajnokság              | Ellenfél a döntőben | Pontok  |
| Döntős   | 1.      | 2015 | Gibraltar Darts Trophy | Michael van Gerwen  | 3–6 (l) |

1. 1 2  (l) = pontszám legekben, (sz) = pontszám szettekben.

## Televíziós 9 nyilasai
| Időpont            | Ellenfél    | Torna              | Kombináció                      | Díjazás  |
| ------------------ | ----------- | ------------------ | ------------------------------- | -------- |
| 2013. december 14. | Per Laursen | PDC Világbajnokság | 3 x T20; 3 x T20; T20, T19, D12 | 15 000 £ |

## Világbajnoki szereplései

### PDC
- 2005: Harmadik kör (vereség  Ronnie Baxter ellen 2–4)
- 2006: Második kör (vereség  Andy Hamilton ellen 1–4)
- 2007: Negyeddöntő (vereség  Andy Hamilton ellen 4–5)
- 2008: Első kör (vereség  Kirk Shepherd ellen 2–3)
- 2009: Első kör (vereség  Dennis Smith ellen 1–3)
- 2010: Harmadik kör (vereség  Simon Whitlock ellen 2–4)
- 2011: Elődöntő (vereség  Gary Anderson ellen 2–6)
- 2012: Negyeddöntő (vereség  Adrian Lewis ellen 3–5)
- 2013: Harmadik kör (vereség  Andy Hamilton ellen 1–4)
- 2014: Első kör (vereség  Per Laursen ellen 2–3)
- 2015: Harmadik kör (vereség  Michael van Gerwen ellen 1–4)
- 2016: Második kör (vereség  Mark Webster ellen 0–4)
- 2017: Második kör (vereség  Benito van de Pas ellen 3–4)

### WSDT
- 2022: Elődöntő (vereség  Martin Adams ellen 2–4)
- 2023: Második kör (vereség  Mark Dudbridge ellen 1–3)